# 心の旅路 (映画)
『心の旅路』（こころのたびじ、原題：Random Harvest）は、1942年のアメリカの恋愛ドラマ映画。
1941年にジェームズ・ヒルトンが発表した同名小説を原作に、マーヴィン・ルロイが監督を務め、ロナルド・コールマンとグリア・ガースンなどが出演した。

## 概要
クローディン・ウェストとジョージ・フローシェル、アーサー・ウィンペリスが同小説を映画化し、アカデミー賞にノミネートされた。この小説では、ポーラ/マーガレットの正体を最後まで秘密にしているが、これは登場人物の顔を見せなければならない映画では不可能な表現であった。そのため、映画ではまったく異なるアプローチで物語を描く必要があった。この映画では、第一次世界大戦で砲弾の衝撃を受け記憶喪失になった退役軍人をロナルド・コールマンが演じ、彼が恋する相手をグリア・ガースンが演じている。
この映画はすぐに商業的な成功を収め、主演男優賞にコールマンが、助演女優賞にスーザン・ピータース、監督賞にマーヴィン・ルロイ、そして、作品賞を含むアカデミー賞7部門にノミネートされた。その演技が評価されたガースンは、アカデミー主演女優賞にノミネートされたが、同時にノミネートした『ミニヴァー夫人』の方で受賞した。

## アカデミー賞ノミネート歴
第15回アカデミー賞
- 作品賞[3]
- 監督賞 - マーヴィン・ルロイ
- 主演男優賞 - ロナルド・コールマン
- 助演女優賞 - スーザン・ピータース（英語版）
- 脚色賞 - クローディン・ウェスト（英語版）、ジョージ・フローシェル（英語版）、アーサー・ウィンペリス（英語版）
- 劇・喜劇映画音楽賞 - ハーバート・ストサート（英語版）
- 美術監督賞（白黒）

- 美術：セドリック・ギボンズ、ランドール・デュエル
- 装置：エドウィン・B・ウィリス、ジャック・D・ムーア

## 大衆文化
本作は、イギリスのシチュエーションコメディ『As Time Goes By』の第3シーズンで言及されている。そのエピソードで、Lionel（ジェフリー・パーマー）とJean（ジュディ・デンチ）は、ロサンゼルスでLionelが書いた脚本の会議に参加し、共同製作のクリエイティブ・コンサルタントであるJoshとLisaは、「5分ごとに頭に衝撃を受けるLionel」をテーマにした『心の旅路』の「こじつけバージョン」を思いつく。
ベンガル語映画『Harano Sur』（1957）、タミル語映画『Amara Deepam』（1956）、ヒンディー語映画『Amar Deep』（1958）など、いくつかのインド映画はこの映画の影響を受けている。
1973年、『The Carol Burnett Show』のエピソードで、キャロル・バーネットがグリア・ガーソンの役を、ハーヴェイ・コーマンがロナルド・コールマンの役を模した『Rancid Harvest』というこの映画のパロディが披露された。
1980年に大ヒットした、ShabnamとNadeem主演のパキスタン映画『Bandish』もこの映画から着想を得ている。その映画の音楽はロビン・ゴーシュが担当し、その後、パキスタンではこの10年間で最も有名なメロディとなった。

## 音楽
2006年、『Film Score Monthly』誌は、この映画のオリジナル・スコアの大半を、ストサートによる『子鹿物語』（1946）の楽譜とともに、3000枚限定のCDコレクション『Random Harvest/The Yearling (1942/1946)』としてリリースした。
両楽譜のライナーノーツは、Marilee Bradford氏が担当した。

### 『Random Harvest』の収録曲一覧
1. Opening Title & Asylum – 3:05
2. Addenda to Her Decision – 2:01
3. Little Marriage – 1:03
4. Kitty Continued/Kitty Grows Up – 3:28
5. At the Savoy/Dreams at the Savoy – 4:32
6. Voice That Breathed O'er Eden/Wedding Remembrance (O Perfect Love)/Someone You Once Knew – 5:38
7. Prime Minister Reception – 1:28
8. Try to Remember/Finale – 7:31

#### ボーナストラック収録
1. Opening Title & Asylum (instrumental) – 3:05
2. Tobacco Shop Meeting/Medley/Leaving Biffers (incomplete mixes) – 2:57
3. She Is Ma Daisy (source music) – 2:19

## 家庭用記憶媒体
ワーナー・ホーム・ビデオは、2005年に修復・リマスター版をDVDフォーマットで発売した。